# Comuna Pecirna, Lanivți
Pecirna (în ucraineană Печірна) este o comună în raionul Lanivți, regiunea Ternopil, Ucraina, formată din satele Korostova, Kutîska și Pecirna (reședința).

## Demografie
Componența lingvistică a comunei Pecirna
     Ucraineană (99,65%)
     Alte limbi (0,18%)
Conform recensământului din 2001, majoritatea populației comunei Pecirna era vorbitoare de ucraineană (99,65%), existând în minoritate și vorbitori de alte limbi.